# Peter O’Mahony
Peter James O’Mahony (* 17. September 1989 in Cork) ist ein irischer Rugby-Union-Spieler. Er spielt auf der Position des Flankers und gelegentlich als Nummer Acht für das irische Team Munster Rugby und die irische Nationalmannschaft. Zu seinen Erfolgen gehören ein Meistertitel mit Munster Rugby sowie vier Turniersiege bei Six Nations mit Irland (davon zweimal mit Grand Slam).

## Biografie

### Vereinskarriere
O’Mahony besuchte in seiner Jugend das Presentation Brothers College in Cork. 2008 wurde er in die Akademie von Munster Rugby aufgenommen und spielte für den Amateurverein Cork Constitution. Mit dieser Mannschaft gewann er in der Saison 2009/10 sowohl den Meistertitel der All-Ireland League als auch den Pokalwettbewerb All-Ireland Cup. Sein Profidebüt mit Munster in der damaligen Celtic League gab er am 2. Januar 2010 bei der 10:15-Auswärtsniederlage gegen Ulster Rugby. Das erste Mal in der Startformation stand er bei einem Freundschaftsspiel am 16. November 2010, als Munster völlig überraschend die australische Nationalmannschaft mit 15:6 bezwang. Aufgrund seiner überragenden Leistungen während der Saison 2011/12, als er vorübergehend als Mannschaftskapitän in Erscheinung trat, wurde er zum besten Munster-Nachwuchsspieler des Jahres gewählt.
Im Juli 2013 löste O’Mahony den zurückgetretenen Neuseeländer Doug Howlett als Kapitän von Munster ab. Am 5. April 2014 stand er beim 47:23-Viertelfinalsieg von Munster im Heineken Cup gegen Stade Toulousain in der Startformation, musste aber nach 18 Minuten mit einer Schulterverletzung ausgewechselt werden. Er fiel daraufhin für den Rest der Saison aus, da er sich einer Operation unterziehen musste. Am Ende der Saison 2014/15 unterlag Munster im Meisterschaftsfinale den Glasgow Warriors, wobei O’Mahony nicht zum Einsatz kam. Verletzungsbedingt fiel er fast ein ganzes Jahr lang aus. Sein Comeback gab er am 1. Oktober 2016 gegen Zebre. Als Kapitän führte er Munster am Ende der Saison 2016/17 ins Meisterschaftsfinale, das jedoch mit 22:46 gegen die Scarlets deutlich verloren ging.
Für seine Leistungen während der Saison 2018/19 wurde O’Mahony im Mai 2019 ins „Pro14 Dream Team“ gewählt, auch wenn seine Mannschaft im Halbfinale der K.-o.-Phase ausschied. Am Ende der Saison 2020/21 stand Munster erneut im Meisterschaftsfinale, doch O’Mahony gelang es als Kapitän ein weiteres Mal nicht, sein Team zum Titel zu führen, da es Leinster Rugby mit 6:16 unterlag. Zwei Jahre später war es dann soweit: Obwohl Munster die reguläre Saison 2022/23 nur auf dem fünften Platz abschloss, steigerte sich das Team in der K.-o.-Phase unter O’Mahonys Führung markant und stieß bis ins Finale gegen die Stormers vor. Nach einem hart umkämpften Spiel konnte dieses mit 19:14 gewonnen werden.

### Nationalmannschaft
O’Mahony war Kapitän sowohl der irischen U18- als auch der U-20-Auswahl; mit letzterer nahm er an der Juniorenweltmeisterschaft 2009 teil. Sein erstes Test Match für die irische Nationalmannschaft bestritt er am 25. Februar 2012 beim 42:10-Sieg über Italien, als er für Sean O’Brien eingewechselt wurde. Erstmals der Startformation gehörte er zwei Wochen später gegen Schottland an. Er stieg rasch zum Stammspieler auf und gehörte beim Six Nations 2013 in allen fünf Partien der Startformation an. Während den Mid-year Internationals 2013 vertrat er Rory Best als Kapitän, nachdem dieser in den Kader der British and Irish Lions berufen worden war. Seinen ersten Versuch auf internationaler Ebene erzielte er am 9. November 2013 gegen Samoa. Irland entschied das Six Nations 2014 für sich, wobei O’Mahony in vier von fünf Spielen zum Einsatz kam. Beim Six Nations 2015, als O’Mahony in allen fünf Partien von Anfang an auf dem Platz stand, gelang die erstmals seit 1949 die Titelverteidigung.
Bei der Weltmeisterschaft 2015 bestritt O’Mahony zunächst die Gruppenspiele gegen Kanada und Italien; bei seinem dritten WM-Einsatz gegen Frankreich, zog er sich einen Kreuzbandriss zu, der ihn fast ein ganzes Jahr lang außer Gefecht setzte. Beim Six Nations 2017 konnte er wieder drei Spiele bestreiten. Im Sommer 2017 wurde er von Warren Gatland in den Kader für die Neuseeland-Tour der British and Irish Lions berufen und zusammen mit Sam Warburton zum Co-Kapitän ernannt. Er spielte beim ersten von drei Test Matches der Lions gegen die All Blacks, fehlte aber umstrittenerweise im zweiten und dritten Test Match. Letztlich endete die dreiteilige Test-Match-Serie unentschieden. Als Irland das Six Nations 2018 mit einem Grand Slam für sich entschied, stand O’Mahony in allen fünf Partien in der Startformation und trug so mitentscheiden zum Erfolg bei. Nach dem Auswärtssieg über England schenkte er seine Siegermedaille einem irischen Fan mit Down-Syndrom. Am 17. November 2018 wurde er beim historischen ersten Heimsieg der Iren gegen Neuseeland zum „Man of the Match“ gewählt.
O’Mahony bestritt bei der Weltmeisterschaft 2019 die Gruppenspiele gegen Schottland, Japan, Russland und Samoa sowie das Viertelfinale gegen Neuseeland. Beim Six Nations 2020 stand er erneut in allen Spielen im Einsatz. Im Eröffnungsspiel des Six Nations 2021 gegen Wales erhielt er nach nur 14 Minuten einen Platzverweis wegen eines Fouls an Tomas Francis. Es handelte sich um die erste rote Karte eines Iren in einem Six-Nations-Spiel seit Willie Duggan im Jahr 1977. Erneut alle fünf Partien konnte er beim Six Nations 2022 bestreiten, das die Iren mit einer Triple Crown beendeten. Im weiteren Verlauf des Jahres war O’Mahony an den irischen Siegen gegen Neuseeland, Südafrika und Australien beteiligt. Beim Six Nations 2023 spielte er erneut in allen fünf Partien und trug somit zum irischen Turniersieg mit erneutem Grand Slam bei.

## Erfolge
Cork Constitution:
- Meister All-Ireland League: 2010
- Sieger All-Ireland Cup: 2010

Munster Rugby:
- Meister United Rugby Championship: 2023
- Meisterschaftsfinalist: 2015, 2017, 2021

Irland:
- Sieger Six Nations: 2014, 2015, 2018, 2023
- Grand Slam: 2018, 2023
- Triple Crown: 2018, 2022, 2023